# Le Mot de Moe
Le Mot de Moe ou Des Moe pour le dire  au Québec, est le 21e épisode de la saison 21 de la série télévisée Les Simpson.

## Synopsis
À l'approche de la fête des Mères, Moe raconte un épisode dans lequel il écrit une lettre à Homer, Apu et au Révérend Lovejoy, en vacances avec leurs enfants, et menace de s'enfuir avec une de leurs épouses. Pour déterminer la femme que Moe va enlever, Homer, Lovejoy et Apu se remémorent les moments passés entre Moe et Marge, Manjula et Helen Lovejoy. Mais quand les garçons reviennent de leur voyage, ils ont chacun la surprise de leur vie.

## Référence culturelles
- Le titre original fait référence au film Mo' Better Blues, quant au titre québécois, il fait référence à L'Île de la tentation.
- Le récit est fortement inspiré du film de Joseph L. Mankiewicz, Chaînes conjugales.
- On apprend que Homer a 39 ans.
- C'est le troisième épisode, avec Mona de l'au-delà et Manucure pour 4 femmes, qui est diffusé le jour de la fête des mères, fête socialement et économiquement très importante aux États-Unis.
- On peut entendre la chanson Just Dance de Lady Gaga.
- On peut voir une voiture aux allures d'une peugeot 307 grise sortir du parking de l'église.
- Manjula conduit une parodie de Volkswagen (le symbole à l'avant du véhicule est le "W" de Volkswagen à l'envers).
- C'est la première fois qu'on revoit la mère d'Homer depuis sa mort dans Mona de l'au-delà, mais ce sera sur une photo.
- Jessica, la fille du Révérend Lovejoy dont Bart était amoureux dans La Petite Amie de Bart (saison 6), fait une brève apparition.
- On voit Moe et Manjula qui jouent à la Zii (référence à Million dollar ma biche)
- La phrase dite par Mme Lovejoy « C'est la joie de me revoir ou tu as un train dans ta poche » parodie la réplique de Mae West : « Est-ce une arme qui déforme votre poche ou êtes-vous content de me voir ? » dans She done him wrong.
- La chanson finale est I'll Always Love My Mama, du groupe disco The Intruders.
- Bart fait référence au camp Sumter, un camp situé non loin d'Andersonville, où les prisonniers de guerre nordistes étaient détenus (dans des conditions horribles) pendant la Guerre de Sécession.
- Le Révérend Lovejoy fait référence à Harry Potter.
- Quand Otto conduit le bus scolaire en état de DUI "driving under influence (of drugs)", il a des hallucinations qui lui font voir les voitures-personnages du film Cars.

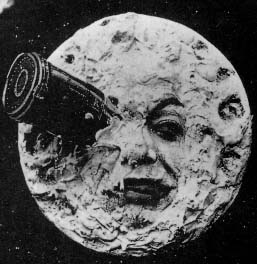
Scène finale du film de Mélies Le Voyage dans la Lune : la fusée arrive dans l'œil de la Lune

- L'épisode d'Itchy & Scratchy est une parodie de Le Voyage dans la Lune, film de Méliès. Il dépeint le stéréotype du film director (réalisateur) du début du XXe siècle : tyrannique et control-freak, avec monocle, cravache, bottes et culotte de cheval.
- L'invité est Don Pardo : célèbre annonceur radio-TV (il a été associé pendant des décennies à l'émission très connue « Saturday Night Live », né en 1918, qui joue son propre rôle
- Au début, un rodéo a lieu dans la taverne de Moe : Homer tente de se maintenir sur le dos de Barney Gumble, qui joue le taureau cabriolant ; quand Homer est désarçonné, c'est Lenny qui, déguisé en clown, accourt pour attirer le taureau.
- La lettre de Moe se termine par : « Il n'y a pas de façon facile de dire adieu pour toujours, aussi je le dis de la façon la plus dure que je connaisse : en chinois mandarin »[1]. Ce qui démontre que Moe maîtrise bien cette langue.